# Only You (canção de Alicia Keys)
Only You é uma canção recordada pela cantora, compositora e produtora americana Alicia Keys para seu oitavo álbum de estúdio, Keys (2021).

## Composição
"Only You" foi lançada em duas versões, a versão Originals foi escrita por Keys em parceria com Raphael Saadiq e produzida por Keys. 
Já a versão Unlocked foi escrita por Keys, Saadiq, Mike WiLL Made It, Asheton Hogan, Pierre Slaughter e produzida por Keys e Mike WiLL Made It.

## Videoclipe
Seu videoclipe faz parte do projeto "KEYS: A Short Film", um curta-metragem lançado pela artista para divulgar o álbum e foi lançado simultaneamente ao videoclipe em 17 de dezembro de 2021 em sua página oficial do YouTube/Vevo. No vídeo, Alicia toca piano em um restaurante e em determinado momento, ela troca de lugar com uma menina que estava em uma das mesas do local. Foi dirigido por Sylvia M. Zakhary e Sing J.

## Recepção da crítica
Jon Pareles, do The New York Times, disse que Keys declara, "Não sou nada sem você aqui, com acordes reverberantes de piano, com o tempo flutuando como se cada linha estivesse lhe ocorrendo naquele momento, embora uma banda eventualmente se junte a ela".

## Performances ao vivo
"Only You" foi performada em um show realizado no Apollo Theater em 11 de novembro de 2021.

## Créditos (versão Originals)
| - Alicia Keys - vocais principais, vocais de apoio, composição - Raphael Saadiq - vocais de apoio, piano, composição - Steve Wolf - bateria - Adam Blackstone - baixo | - Alicia Keys - produção, produção musical - Ann Mincieli - engenharia de mixagem, engenharia de gravação - Brendan Morawski - desconhecido - Aaron Jhenke - assistente de engenharia - Dave Kutch - engenharia de masterização - Kevin Peterson - assistente de engenharia |